# 指數時間
在計算複雜度理論中，指數時間指的是一個問題求解所需要的計算時間m(n)，依輸入資料的大小{\displaystyle n}而呈指數成長（即輸入資料的數量依線性成長，所花的時間將會以指數成長）。
以數學術語來說，便是若存在 k > 1，則此m（n） = Θ(kn)且存在c使得m（n） = Ο（cn）
資訊科學家認為多項式時間是快的，而其他類型的計算時間是慢的。指數時間因此被認為是慢的類型。有很多演算法計算時間慢過多項式時間，因此被稱為超多項式時間，但又快過指數時間，也因此又被稱為次指數時間，它們也被認為是慢的演算法。此類問題中最著名的便是整數分解。

## 參閱
- 計算複雜度理論
- 多項式時間
- 常數時間
- 線性時間
- 演算法
- 大O符號